# Tres Pinos (California)
Tres Pinos es un lugar designado por el censo ubicado en el condado de San Benito en el estado estadounidense de California. El pueblo más cercano es Paicines a 5 millas.

## Geografía
Tres Pinos se encuentra ubicado en las coordenadas 36°47′24″N 121°19′12″O / 36.790000, -121.32000.